# Heribert Metzger

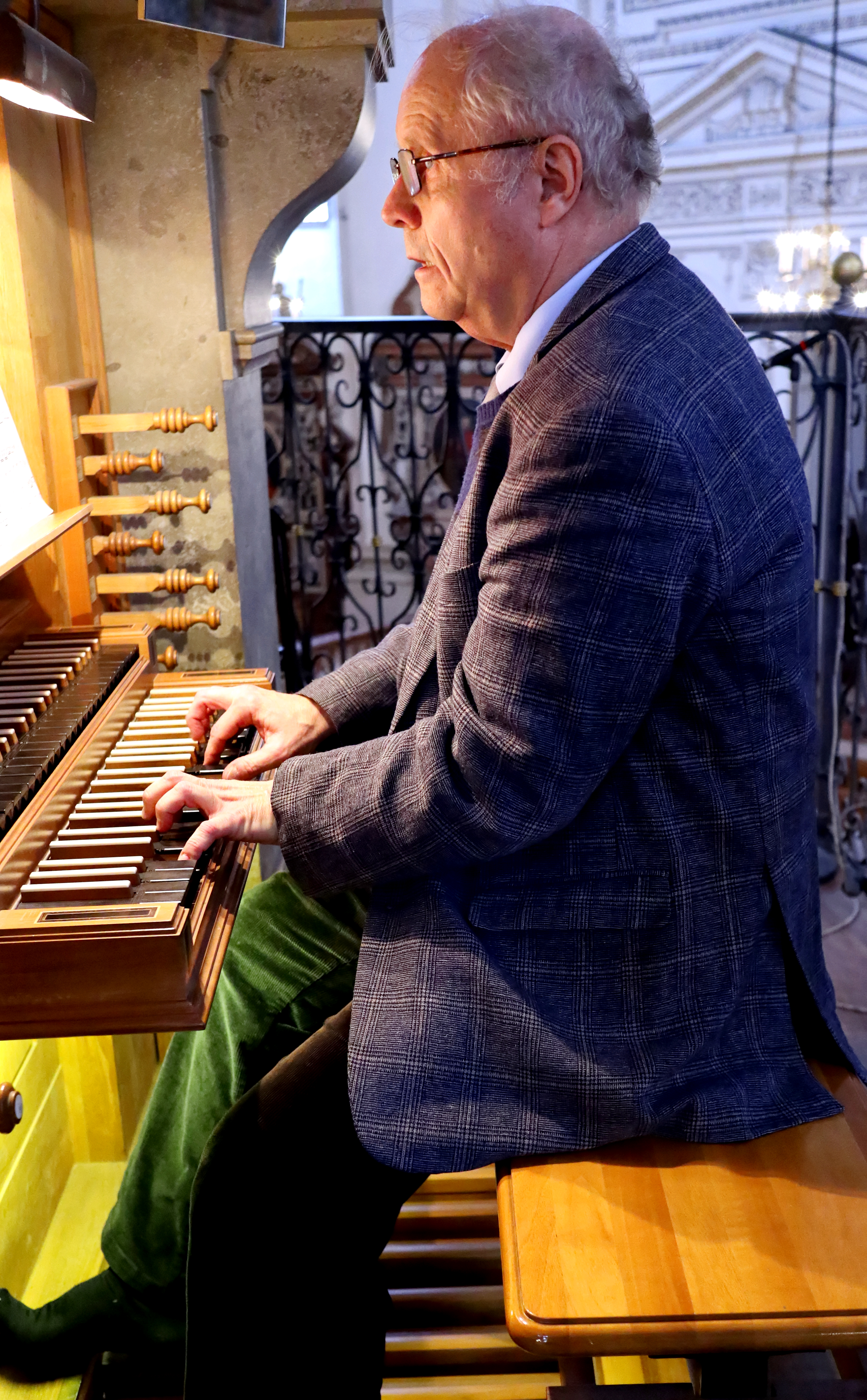
Heribert Metzger an der Epistelorgel im Salzburger Dom (2018)

Heribert Metzger (* 12. November 1950 in Wien) ist ein österreichischer Organist und Musikwissenschaftler. Von 2005 bis 2022 war er als Domorganist am Salzburger Dom tätig.

## Leben und Werk
Seine musikalische Ausbildung erhielt Heribert Metzger an der Wiener Musikhochschule bei Alois Forer. Von Anfang an galt sein besonderes Interesse der Instrumentalmusik Johann Sebastian Bachs. In Folge gewann er an der Orgel im Jahr 1972 den 1. Preis des Leipziger Bach-Wettbewerbs. Im Jahr 1985 wurde er promoviert, wobei sein Dissertationsthema von der Aufführungspraxis Bachscher Orgelwerke handelt.
Von 1988 bis 2020 war Heribert Metzger Professor für Orgel und Improvisation an der Universität Mozarteum, Salzburg. Im Jahre 2005 wurde er als Nachfolger von Gerhard Zukriegel als Domorganist an den Salzburger Dom berufen; darüber hinaus war er Vorsitzender der Salzburger Orgelkommission.
Metzger ist Verfasser zahlreicher Publikationen in Fachzeitschriften.

## Auszeichnungen
- 1972 1. Preis beim Leipziger Bach-Wettbewerb

## Publikationen (Auswahl)
- Studien zur Verbindung „Präludium und Fuge“ in Bachs Orgelmusik. Dissertation, Universität Salzburg, 1984.
- Zum Manualwechsel in Johann Sebastian Bachs Orgelmusik. In: Winfried Schlepphorst (Hrsg.): Orgelkunst und Orgelforschung. Kassel u. a. 1990, S. 93 ff.
- „Er hat sich bey seinem Werke Ruhm und Ehre gegründet“. Zur Geschichte und Restaurierung der Ludwig Moser-Orgel zu Großgmain in Salzburg. In: Singende Kirche, hrsg. von der Österreichischen Kirchenmusikkommission, 48. Jg., 2001, Heft 3, S. 122–126.
- Was das Original verrät. Beobachtungen am Notentext der Orgeltoccaten von Johann Ernst Eberlin. In: Andrea Lindmayr-Brandl, Thomas Hochradner (Hrsg.): Auf eigenem Terrain. Salzburg 2004, S. 167 ff.
- Die Ludwig-Moser-Orgel zu Großgmain im Land Salzburg – ihre Geschichte, Wiederherstellung und späte Vollendung. In: Ars Organi, hrsg. von der Gesellschaft der Orgelfreunde, 56. Jg., 2008, Heft 1, S. 35–37.
- Die Orgeln im Dom zu Salzburg. Hrsg. vom Metropolitankapitel zu Salzburg. Salzburg 2010.
- Zur Geschichte der Orgel. In: Barockberichte 32/33. 300 Jahre Wallfahrtskirche Maria Kirchental. Informationsblätter aus dem Salzburger Barockmuseum zur bildenden Kunst des 17. und 18. Jahrhunderts, Salzburg 2002, S. 312–314.

## Tonträger (Auswahl)
- Salzburg – Die Domorgeln, gemeinsam mit Gerhard Zuckrigel (Capriccio; 1995)
- J.S. Bach: Die Kunst der Fuge (Mako; 1999)
- Mit Mozart an der Orgel (Diamo; 2009)